# ARA Buenos Aires (D-6)
«Буенос-Айрес» (ісп. ARA Buenos Aires (D-6) — військовий корабель, ескадрений міноносець типу «Буенос-Айрес», що перебував на озброєнні військово-морського флоту Аргентини у 1930-1970-х роках.
«Буенос-Айрес» був закладений на верфі компанії Vickers-Armstrongs у Барроу-ін-Фернессі. 21 вересня 1937 року він був спущений на воду, а 4 квітня 1938 року увійшов до складу ВМС Аргентини.

## Історія
16 вересня 1955 року «Буенос-Айрес» під командуванням капітана фрегата Еладіо Васкеса підняв повстання в затоці Гольфо-Нуево, підтримавши державний переворот, який назвав себе «Визвольною революцією». Він напав на Мар-дель-Плата і заблокував морський рух в гирлі Ріо-де-ла-Плата.
Вранці 21 травня 1958 року «Буенос-Айрес» перебував у районі затоки Нуево, беручи участь у звичайних протичовнових навчаннях разом з крейсерами «Генерал Бельграно» і «Нуеве де Хуліо». У навчаннях також брали участь аргентинські есмінці «Ентре Ріос», «Місьйонес» і «Санта Круз», корабель-майстерня «Індженеро Ірібас» і авізо «Санавірон» і «Чарруа». Освітлюючи «Санавірон» своїми датчиками, «Буенос-Айрес» виявив невідомий підводний човен. Есмінці негайно взялися за переслідування порушника та розпочали бомбардування протичовновими засобами. Вони шукали до заходу сонця наступного дня, але безрезультатно припинили завдання.
1971 року списаний на брухт.